# Марцелин (magister officiorum)
Вижте пояснителната страница за други личности с името Марцелин.
Марцелин е офицер на Римската империя при римския император Констанс и узурпатора Магненций.

## Биография
Марцелин е comes rerum privatarum на император Констанс. Той играе ключова роля при избирането на Магненций на поста Augustus в Августодунум на 18 януари 350. Марцелин организира тържество по случай рождения ден на синовете си и кани много от висшите офицери: Магненций, действайки, сякаш представя драма, облича
имперските роби и е провъзгласен за Augustus от своите офицери; когато войските чуват възгласите, те подкрепят избирането на Магненций.
Магненций повишава Марцелин в ранг magister officiorum; след узурпацията на Непоциан (3 юни 350), Марцелин е изпратен в Рим, за да се заеме с проблема и той успява да потуши бунта (30 юни), убивайки Непоциан и неговата майка Евтропия, полусестра на император Константин I.
Марцелин също тка се среща с пратеника на император Констанций II, Флавий Филип, и го придружава до Магненций в провален опит да бъде избегната битката между Констанций и Магненций. Марцелин изчезва в последвалата Битка при Mursa Major (28 септември 351), в която Магненций е победен. Най-вероятно той е убит, а тялото му е изгубено.